# Foidonośny monzonit
Foidonośny monzonit – obojętna skała magmowa typu głębinowego o strukturze drobnokrystalicznej lub średniokrystalicznej i barwie szarej lub ciemnoszarej. Na diagramie klasyfikacyjnym QAPF foidonośny monzonit zajmuje pole 8'.
W skład monzonitu wchodzą skaleń potasowy i plagioklazy (oligoklaz-andezyn), skaleniowce (foidy) w ilości do 10%, pirokseny (augit, diopsyd, hipersten), amfibole (hornblenda), biotyt, oliwiny, minerały akcesoryczne: apatyt, tlenki żelaza, tytanit, spinel, piryt, cyrkon, allanit i inne.